# Thomas Reiter
Pour les articles homonymes, voir Reiter.
Thomas Arthur Reiter , né à Francfort-sur-le-Main, Allemagne, le 23 mai 1958, est spationaute de l'Agence spatiale européenne (ESA).

## Formation
En 1982, Reiter reçoit son diplôme en astronautique. Il complète son entraînement en tant qu'aviateur en Allemagne et au Texas.
Entre 1996 et 1997, il entreprend un entraînement supplémentaire dans le vaisseau Soyouz ; il décroche un certificat « Soyuz Return Commander », le qualifiant à commander une équipe de trois personnes à bord de Soyouz lors de ses retours de l'espace.

## Vols réalisés
- Soyouz TM-22 (3 septembre 1995 - 29 février 1996) Vol Intercosmos à destination de la station spatiale Mir. Il y sert en tant qu'ingénieur de bord. Durant ces 179 jours à bord de la station spatiale, il fit deux sorties extravéhiculaires (premières fois pour un spationaute allemand).
- Il est de nouveau ingénieur de vol dans l'Expédition 13 sur la Station spatiale internationale, décollant à bord de la navette spatiale Discovery mission STS-121, le 4 juillet 2006, pour une durée de 6 mois pour un retour sur Terre avec la mission STS-116.